# Брезгин, Александр Григорьевич
Александр Григорьевич Брезгин (1900-1940) – советский хозяйственный деятель, управляющий трестом «Сахалиннефть» (1938-1940).
Родился в 1900 г. в с. Турьинские рудники Екатеринбургской губернии.
С 13-летнего возраста работал по найму на шахтах. В 1917 г. окончил Турьинское горное училище. Работал в геологическом бюро рудников. В 1920 г. профсоюзом горнорабочих направлен на учёбу в Уральский политехнический институт, окончил его в 1926 г. 
В 1926—1936 гг. работал на нефтяных промыслах в Грозном на инженерно-технических должностях. В 1932 г. экстерном окончил Грозненский нефтяной институт по специальности инженер нефтепромыслового дела.
В сентябре 1936 года по направлению Наркомтяжпрома выехал на Сахалин, работал в Восточно-Сахалинском горном округе: старший инженер, и. о. начальника.
С 26 мая 1938 года управляющий трестом «Сахалиннефть». При его участии в 1940 г. создана структура для управления разведкой, добычей, хранением и переработкой нефти на Дальнем Востоке — «Дальнефтекомбинат» (Дальневосточный государственный комбинат нефтяной промышленности) с центром в Хабаровске.
Указом Президиума Верховного Совета СССР № 293 от 14.05.1940 «в ознаменование пятнадцатой годовщины освобождения Северного Сахалина и установления там Советской власти, за успехи в развитии нефтяной промышленности» награждён орденом Ленина.
Умер в Москве 16 октября 1940 года. В сообщении о смерти, опубликованном в газете «Тихоокеанская звезда» от 18 октября, он назван бывшим управляющим треста. Значит, к тому времени уже был на другой работе или ждал новое назначение.